# Dva sagapà para
Dva sagapà para è un film del 1923 diretto da Toddi.